# Nemzetközi Visegrádi Alap
A Nemzetközi Visegrádi Alap (IVF) nemzetközi donorszervezet, melynek feladata, a Visegrádi Csoportot (V4) alkotó országok – Cseh Köztársaság, Magyarország, Lengyelország és Szlovákia – közötti szorosabb együttműködés elősegítése. Az Alap fő célja, hogy az emberek- és az intézmények-közti kapcsolatokat erősítse Közép-Kelet-Európában azáltal, hogy támogatást nyújt civil, társadalmi kezdeményezéseknek. A Visegrádi Alap az egyetlen intézményesült formája a Visegrádi Csoport együttműködésének.

## Háttere
1999. május 14-én, a Pozsonyban tartott Visegrádi csúcson a V4-es országok miniszterelnökei megegyeztek abban, hogy a Nemzetközi Visegrádi Alap pozsonyi titkárságának létrehozásán kívül nem kívánják az Együttműködést intézményes formába önteni. Az Alap létrehozásáról szóló egyezményt 2000. június 9-én írták alá a V4-es országok miniszterelnökei a Prága melletti Stiřínben. Az Alap - egyezmény szerinti - célja V4-es országok, illetve a környező régiók országai – ideértve főként a Nyugat-Balkánt és az Európai Unió Keleti Partnerség államait – közötti együttműködés elősegítése és fejlesztése, tapasztalatok cseréje a kultúra, a tudomány, a kutatás, az oktatás és az ifjúság területén.

### Finanszírozás
Az Alap által folyósított támogatások összege évente 8 millió euró (2019), mely a V4-es országok kormányainak egyenlő mértékű hozzájárulásából tevődik össze. Ezen felül más donorországokból (Kanada, Németország, Hollandia, Dél-Korea, Svédország, Svájc és Egyesült Államok) is érkezett összesen 6,4 millió euró támogatás 2012 óta. A finanszírozás, a pályázati felhívásokat követően kiválasztott multilaterális (többoldalú) projektek esetében alapok (grant) útján, a tudósok, kutatók, művészek esetében pedig ösztöndíjak formájában történik.

## Működése
Az Alap működését 13, többnyire a V4-es országokból érkező munkatárs szavatolja, háromévente cserélődő (sorrendben: CZ, SK, PL, HU) ügyvezető igazgató irányításával, aki önálló diplomáciai misszió vezetésében látja el feladatát, helyettes ügyvezető igazgató támogatásával (rotáció, sorrendben: PL, HU, CZ, SK). Az Alap felügyeletét a Visegrádi Alap elnökségét adó ország végzi, mely az évente adott sorrendben cserélődő V4 kormányok közül kerül ki. Ennek alapján az IVF elnökségét 2019 január 1-től 2019 december 31-ig Magyarország tölti be. Az IVF alkotmányozó/felügyelő testületei a Miniszteri Konferencia, illetve a Nagykövetek Tanácsa (a Visegrádi országok azon nagykövetei, amelyek az épp Visegrádi Alap elnökséget betöltő országba vannak akkreditálva).

### Ügyvezető igazgatók
- 2000 – 2003 Urban Rusnák (Szlovákia)
- 2003 – 2006 Andrzej Jagodziński (Lengyelország)
- 2006 – 2009 Kristóf Forrai (Magyarország)
- 2009 – 2012 Petr Vágner (Cseh Köztársaság)
- 2012 – 2015 Karla Wursterová (Szlovákia)
- 2015 – 2018 Beata Jaczewska (Lengyelország)
- 2018 – 2020 Dávid Andor Ferenc (Magyarország)
- 2020 – 2021 Edit Szilágyiné Bátorfi (Magyarország)
- 2021 – 2024 Petr Mareš (Cseh Köztársaság)
- 2024 – jelenleg, Linda Kapustová Helbichová (Szlovákia)

### Alapok és ösztöndíjprogramok
- Visegrad Grants[4]
- Visegrad+ Grants (focus on EaP and WB regions)[5]
- Visegrad Strategic Grants[6]
- Visegrad Scholarship Program[7]
- Blinken OSA Archívum[8]
- Visegrad Art Residencies—Visual & Sound Arts[9]
- Visegrad Art Residencies—Performing Arts[10]
- Visegrad Art Literary Residencies[11]
- Visegrad Art Residencies in New York[12]

## Pályázati feltételek
Az Alap változatos tevékenységi körben, az élet összes területén nyújt támogatást. Nem kormányzati civilszervezetek (NGO-k), önkormányzatok, helyi vagy regionális kormányzatok, iskolák és egyetemek, sőt, magáncégek is alkalmasak lehetnek támogatásra, amennyiben projektjeik közvetlenül a visegrádi régióra fókuszálnak, nonprofit jellegűek, illetve ezen projektek mentén regionális partnereikkel erősítik az együttműködést.
Egyéb kedvezményezettek, elsősorban azok a nem kormányzati civilszervezetek (NGO), melyek a visegrádi régióval szomszédos, Európai Unión kívüli országokban működnek, – tehát a Keleti Partnerség (Örményország, Azerbajdzsán, Belorusz, Georgia, Moldova, Ukrajna), illetve a nyugat-balkáni térség (Albánia, Bosznia-Hercegovina, Koszovó, Észak-Macedónia, Montenegró és Szerbia) – projektjei támogatásra alkalmasak, amennyiben ezek homlokterében a regionális integráció és a demokratikus átalakulás folyamatai állnak a Visegrádi Csoport országaival való tapasztalatcsere és a tárgyban szerzett ismereteik (know-how) megismerése által. Az Alap által elősegített tágabb regionális együttműködés lényeges részét képezi az a törekvés, hogy a partnerországok politikai, társadalmi-gazdasági reformtevékenységeihez úgy járuljon hozzá, hogy ezek erősítsék az Európai Unió, a Keleti Partnerség és a Nyugat-Balkán országai közötti politikai együttműködést és a további gazdasági integrációt.

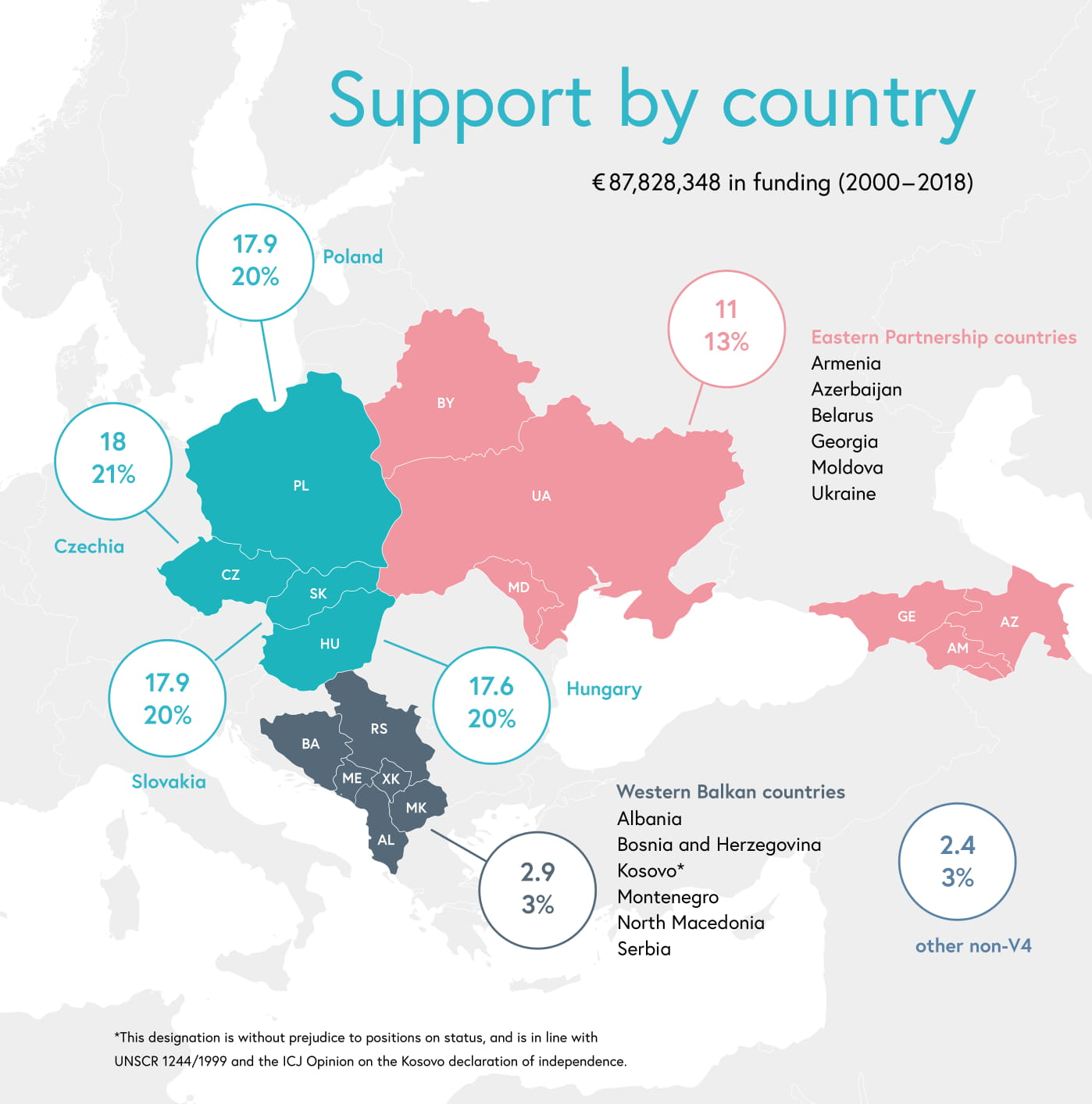
A Visegrádi Alap által nyújtott támogatás területi eloszlása 2000 és 2018 között.

### Támogatási területek
- Kultúra és közös identitás
- Oktatás és tehetséggondozás
- Innováció, kutatás és fejlesztés, vállalkozói szellem fejlesztése
- Demokratikus értékek és média
- Közpolitikai és intézményi együttműködés
- Regionális fejlődés, környezet, turizmus
- Társadalmi fejlődés